# Höfen (Warthausen)
Höfen (umgangssprachlich Fünf Höfe) ist ein Ortsteil der Gemeinde Warthausen im Landkreis Biberach in Oberschwaben.

## Beschreibung
Zu Höfen gehören die Weiler Barabein, Galmutshöfen, Herrlishöfen, Rißhöfen und das Gehöft Rappenhof. Der Ortsteil befindet sich nördlich von Biberach, auf den Terrassen östlich der Riß. Bis zum Bau einer Ortsumgehung 1983 führte die Bundesstraße 30 durch die Ortsteile Barabein und Herrlishöfen.
Seit der Mitte des 15. Jahrhunderts sind in den Fünf Höfen österreichische Lehen nachweisbar. Die Habsburger verpfändeten die Rechte an die Truchsessen von Waldburg-Wolfegg-Waldsee weiter. In den Jahren 1459 bis 1460 wurden die Güter an den Hospital zum Heiligen Geist in Biberach veräußert. Die Fünf Höfe waren nun Bestandteil des Territoriums des Reichsstadt Biberach, ab 1803 Kurfürstentum Baden und 1806 Königreich Württemberg. Im Ersten Weltkrieg verzeichnete Höfen sieben gefallene oder vermisste Personen und im Zweiten Weltkrieg zwanzig Personen.
Bis 1950 erfolgte die Stromversorgung von Höfen durch die Kunstmühle Straub. Seit 1912 waren Höfen und Oberhöfen Mitglied des Wasserversorgungsverbandes Rißgruppe, der am 31. Dezember 1983 aufgelöst wurde.
Am 1. Mai 1974 wurde Höfen nach Warthausen eingemeindet.

## Bauwerke
- Kapelle der Familie Enderle in Barabein, 1888[3]
- Kapelle der Familie Gaum/Hafner in Galmutshöfen. 1850
- Kapelle in Herrlishöfen, gestiftet von Anna Hummler 1856
- TBA in Höfen

## Söhne und Töchter des Ortsteils

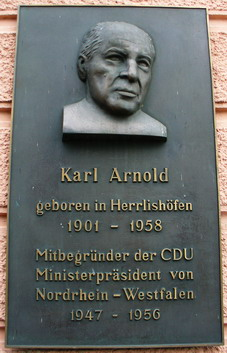
Karl Arnold Gedenktafel in Herrlishöfen (2005)

- Karl Arnold (1901–1958), Ministerpräsident von Nordrhein-Westfalen 1947–1956
- August Schlachter (1901–1996), Architekt, der in mehreren Konzentrationslagern als Bauleiter tätig war